# 大橋吾郎
大橋 吾郎（おおはし ごろう、1956年〈昭和31年〉10月27日 - ）は、日本の俳優。東京都出身。無名塾4期生。

## 来歴
大学卒業後、仲代達矢が主催する無名塾に4期生として入塾。
1982年にはNHKドラマ聖者が街にやって来たで主演デビュー。
1983年にはNHK連続テレビ小説『おしん』に、おしんの孫役として出演。
NHKとドイツの合作映画「ラストUボート」で、日本からは小林薫とのW主演でドイツの俳優と共に演じ話題を呼んだ。

## 出演

### テレビドラマ
- 時代劇スペシャル（CX）
  - 着流し奉行（1981年）
  - 丹下左膳 剣風！百万両の壺（1982年） - 徳川吉宗 役
  - 樅ノ木は残った（1983年） - 伊達綱宗 役
- 銀河テレビ小説（NHK）
  - 煙が目にしみる（1981年） - 鶴岡三段 役
  - 聖者が街にやって来た（1982年）-  小松夏夫 役
  - 純情長良川（1984年） - 良太 役
- おしん（1983年 - 1984年、NHK連続テレビ小説）- 八代圭 役
- 大奥 第47話「年上の佳人」（1984年、KTV） - 高杉晋作 役
- 風雲 柳生武芸帳（1985年、テレビ東京12時間超ワイドドラマ）- 徳川家光 役
- 旅よ恋よ女たちよ（1985年1月5日、NHK） - 石渡 役
- 國語元年（1985年、NHKドラマ人間模様）- 広澤修一郎 役
- 長七郎江戸日記 第1シリーズ 第56話「母子武士道」（1985年3月26日、日本テレビ） - 村田新之介 役
- 女ともだち（1986年、TBS） - 八田況二 役
- 銭形平次 第1話「刑場の花嫁」（1987年、日本テレビ） - 小三郎 役
- 愛無情（1988年、東海テレビ）
- 土曜ワイド劇場（テレビ朝日系）
  - 「婚約者殺し」（1988年）
  - 「女弁護士 朝吹里矢子12・相続放棄の謎」（1991年） - 薄井道夫 役
  - 「西村京太郎トラベルミステリー24」（1993年） - 小池宏 役
  - 「温泉若おかみの殺人推理8」（2000年） - 柳沢隆志 役
  - 「終着駅シリーズ13」（2001年） - 若宮清治 役
- 織田信長（1989年、TBS大型時代劇スペシャル） - 足利義昭 役
- 暴れん坊将軍シリーズ（テレビ朝日系）
  - 暴れん坊将軍III
    - 第70話「め組の結婚騒動!」（1989年） - 水野勝四郎 役
    - 第91話「狙われた四人の目撃者!」（1990年） - 小杉勝次郎 役

  - 暴れん坊将軍IV
    - 第19話「夢を撃った六連発!」（1991年） - 弥吉 役
    - 第59話「炎上! 銃口に立つ大岡越前!」（1992年） - 佐七 役

  - 暴れん坊将軍V 第41話「対決! みちのく恋風剣法」（1994年） - 望月主馬 役
  - 暴れん坊将軍VI
    - 第17話「人参に咲いた花祝言」（1995年） - 阿部将翁 役
    - 第36話「鬼同心が泣いた夢」（1995年）- 沢田右近 役

  - 暴れん坊将軍VII 第15話「花の板前、妻敵討ち!」（1996年） - 土屋粂蔵 役
  - 暴れん坊将軍VIII 第7話「美しき婚約者の悩み」（1997年） - 与吉 役
  - 暴れん坊将軍IX 第29話「消えた密書！くの一が愛した男」（1999年） - 田原嘉信 役
- 名奉行 遠山の金さん （ANB / 東映）
  - 第3シリーズ 第13話「寛永寺炎上、危機一髪」（1990年） - 仙太郎 役
  - 第5シリーズ 第14話「浮世絵連続殺人!」（1993年） - 美濃吉 役
  - 第8シリーズ（遠山の金さんVS女ねずみ） 第3話「復讐通り魔! 奉行の新妻襲う」（1997年） - 彦野荘兵衛 役
  - 第9シリーズ（金さんVS女ねずみ）第10話「隠密同心殺人事件」（1998年） - 勝田東吾 役
- 大河ドラマ（NHK）
  - 翔ぶが如く（1990年） - 小松帯刀 役
  - 花の乱（1994年） - 飯尾左衛門大夫 役
  - 徳川慶喜（1998年） - 老中阿部正弘 役
  - 葵 徳川三代（2000年）- 丹後宮津藩主京極高知 役
  - 義経（2005年） - 平時忠 役
  - 風林火山（2007年） - 大熊朝秀 役
  - 軍師官兵衛（2014年） - 池田恒興 役
- 将軍家光忍び旅 第1シリーズ 第20話「鈴鹿、なみだの夫婦唄」（1991年、テレビ朝日 / 東映） - 原小四郎 役
- 三匹が斬る! シリーズ（ANB / 東映） 
  - また又・三匹が斬る! 第17話「首十両、日本一の韋駄天男!」（1991年） - 新八 役
  - ニュー・三匹が斬る! 第1話「さらば千石、大江戸の烈風ついて早飛脚」（1993年）
- 銭形平次 (北大路欣也版) 第1シリーズ 第6話「おとぎ話の殺人」（1991年、フジテレビ） - 秋月清三郎 役
- 水戸黄門（TBS / C.A.L）
  - 第20部 第42話「怪盗天神林の光右衛門 -盛岡-」（1991年8月26日） - 清次 役
  - 第22部 第32話「会津名物夫婦下駄 -会津-」（1993年12月20日） - 稲垣左門 役
  - 第23部 第34話「狸がくれた赤ん坊 -信楽-」（1995年4月3日） - 白石左近 役
  - 第25部 第5話「陰謀砕く葛の糸 -掛川-」（1997年1月20日） - 平松市之進 役
  - 第26部 第5話「間違えられた黄門様 -広島-」（1998年3月9日） - 門馬秀臣 役
  - 第27部 第15話「なまはげの凶賊退治 -男鹿-」（1999年6月28日） - 弥次郎 役
  - 第28部 第32話「リストラをぶっ飛ばせ! -防府-」（2000年11月6日） -井口竹四郎 役
  - 第36部 第14話「父子結んだ石州和紙 -津和野-」（2006年11月6日）- 雨宮甚三郎 役
  - 第37部 第11話「母と娘つないだ風車 -青森-」（2007年6月18日）- 楢井 役
  - 第42部 第13話「美人絵師が描いた復讐 -鳥取-」（2011年1月17日） - 樋口小平太 役
- 大岡越前 第12部 第20話「帰らぬ父は御金蔵破り」（1992年3月2日OA、TBS / C.A.L） - 新助 役
- 腕におぼえあり（1992年、NHK） - 岡林杢之助 役
- 火曜サスペンス劇場 / フルムーン旅情ミステリー6・断崖（1992年4月28日OA、日本テレビ / プロジェクトエー）
- ザ・ラストUボート（日独米墺合作、1993年1月2日、NHK）
- 闇を斬る!大江戸犯科帳 第6話「忠義よりも武士道よりも」（1993年、日本テレビ / ユニオン映画） - 有賀彦太郎 役
- サスペンス・魔「幻の女・闇に消えたアリバイ」(1993年7月5日OA、関西テレビ放送 / 東映)
- エトロフ遥かなり（1993年、NHK）
- 荒木又右衛門 男たちの修羅（1994年、TX / 松竹） - 渡部数馬 役
- その灯は消さない（1996年、東海テレビ） - 川合祐治 役
- 私の中の誰か〜買い物依存症の女たち〜 （1998年、NHK）
- はぐれ刑事純情派第11シリーズ 第9話「死体に万札が!?貸し渋った男」（1998年、テレビ朝日系）
- 赤穂浪士（1999年 テレビ東京） - 片岡源五右衛門 役
- 月曜ドラマスペシャル / カードGメン・小早川茜3・甘い罠（2001年10月29日、TBS） - 西智樹 役
- 御家人斬九郎 第5シリーズ 第4話「盗賊見習い」（2002年、CX / 映像京都） - 直治 役
- 忠臣蔵 瑤泉院の陰謀（2007年新春ワイド時代劇）
- お江戸吉原事件帖（2007年、テレビ東京）
- その男、副署長〜京都河原町署事件ファイル〜第 2シリーズ（2008年、テレビ朝日）
- スペシャルドラマ・白洲次郎（2009年2月28日OA、NHK）- 有馬頼寧 役
- 柳生武芸帳（2010年新春ワイド時代劇）
- 負けて、勝つ 〜戦後を創った男・吉田茂〜（2012年、NHK） - 山崎猛 役
- 実験刑事トトリ 第3話（2012年、NHK） - 白川公則 役
- 東京が戦場になった日（2014年3月15日、NHK） - 高木宗雄 役
- 風の市兵衛（2018年、NHK） - 土井利厚 役

### 舞台
- マクベス（無名塾）- ロス 役
- イーハトーボの劇列車（こまつ座）- 宮沢賢治 役（主役）
- うかうか三十、ちょろちょろ四十（安澤事務所） - 殿様 役（主役・初演）
- あわれ彼女は娼婦（地人会） - ソランゾ 役
- 吹け青春の角笛を（オフィスシルバーライニング） - アラン・ベーカー 役（主役）
- 舞姫－エリーゼのために－（TBS・森の会） - 森篤次郎 役
- 花あかり－天下分け目の女いくさ－（松竹） - 池内直也 役
- ご存じ浅草パラダイス（松竹） - 田所耕平 役
- 大阪から来た女（松竹） - 犬丸次郎 役
- MOON SAGA 義経秘伝 - 源頼朝 役
- MOON SAGA 義経秘伝2 - 源頼朝 役
- HONGANJI - 鶴首役・武田信玄 役
- HONGANJI リターンズ - 鶴首 役
- やかもち〜万の葉を集めて（2021年2月15日、2月16日）- 行基 役

### 映画
- 日本の熱い日々 謀殺・下山事件（熊井啓監督）
- 星の牧場（若杉光夫監督）
- 海へ 〜See you〜（蔵原惟繕監督）
- 曼荼羅 若き日の弘法大師・空海（日中合作）
- 極道の妻たち リベンジ（関本郁夫監督）
- 許されざる者（三池崇史監督）
- 鬼哭 KIKOKU（三池崇史監督）
- IZO（三池崇史監督）
- さくら、さくら 〜サムライ化学者・高峰譲吉の生涯〜

### CMナレーション
- フォルクスワーゲン・アウディ
- 三菱・ランサー
- 京葉銀行
- サントリー天然水

### 吹き替え
- ジェームズ・フランコ VS エイプ（エイプ〈ブライアン・ラリー〉）
- 実験室KR13
- ディセント2
- ナルニア国物語/第2章: カスピアン王子の角笛（ソペスピアン卿〈ダミアン・アルカザール〉）
- フィアー・フロム・デプス（ウィル〈コリン・ネメック〉）
- 善き人のためのソナタ（パウル・ハウザー）

### ゲーム
- エースコンバットX2 ジョイントアサルト（フレドリック・バーフォード）